# Taxital
Taxital er en talfølge, hvor det n'te taxital er det mindste tal, der kan beskrives som summen af to kubiktal på n forskellige måder. 
I talfølgen kaldes taxitallet for n også Ta(n) eller Taxicab(n). Ta(2) er således 1729, og netop det tal har navngivet talfølgen, idet det ifølge en sandsynligvis sand anekdote var nummeret på en taxi, som matematikeren G.H. Hardy brugte, da han var på sygebesøg hos kollegaen Srinivasa Ramanujan. Hardy fortalte om sin taxitur og bemærkede, at 1729 var et meget kedeligt tal og at han ikke håbede, at det var et dårligt varsel. Til det svarede Ramanujan, at det langt fra var et kedeligt tal, da det var det mindste tal, der kunne udtrykkes som summen af to kubiktal på to forskellige måder:
1729 = 12³ + 1³ = 10³ + 9³
Taxitalrækkefølgen er uendelig: Pierre de Fermat har bevist, at taxitallene kan udtrykkes som en sum af to positive heltals kuber på n forskellige måder og at det gælder for ethvert n.

## Kendte taxital
Man kender indtil videre kun seks følgende taxital:
{\displaystyle {\begin{matrix}\operatorname {Ta} (1)&=&2&=&1^{3}+1^{3}\end{matrix}}}
{\displaystyle {\begin{matrix}\operatorname {Ta} (2)&=&1729&=&1^{3}+12^{3}\\&&&=&9^{3}+10^{3}\end{matrix}}}
{\displaystyle {\begin{matrix}\operatorname {Ta} (3)&=&87539319&=&167^{3}+436^{3}\\&&&=&228^{3}+423^{3}\\&&&=&255^{3}+414^{3}\end{matrix}}}
{\displaystyle {\begin{matrix}\operatorname {Ta} (4)&=&6963472309248&=&2421^{3}+19083^{3}\\&&&=&5436^{3}+18948^{3}\\&&&=&10200^{3}+18072^{3}\\&&&=&13322^{3}+16630^{3}\end{matrix}}}
{\displaystyle {\begin{matrix}\operatorname {Ta} (5)&=&48988659276962496&=&38787^{3}+365757^{3}\\&&&=&107839^{3}+362753^{3}\\&&&=&205292^{3}+342952^{3}\\&&&=&221424^{3}+336588^{3}\\&&&=&231518^{3}+331954^{3}\end{matrix}}}
{\displaystyle {\begin{matrix}\operatorname {Ta} (6)&=&24153319581254312065344&=&582162^{3}&+&28906206^{3}\\&&&=&3064173^{3}&+&28894803^{3}\\&&&=&8519281^{3}&+&28657487^{3}\\&&&=&16218068^{3}&+&27093208^{3}\\&&&=&17492496^{3}&+&26590452^{3}\\&&&=&18289922^{3}&+&26224366^{3}\end{matrix}}}

## Reference
1. ↑  A011541 - OEIS